# Bisma greeni
Bisma greeni är en insektsart som beskrevs av William Lucas Distant 1906. Bisma greeni ingår i släktet Bisma och familjen Lophopidae. Inga underarter finns listade i Catalogue of Life.